# Condado de Porter
O Condado de Porter é um dos 92 condados do Estado americano de Indiana. A sede do condado é Valparaiso, e sua maior cidade é Portage. O condado possui uma área de 1 351 km² (dos quais 268 km² estão cobertos por água), uma população de 146 798 habitantes, e uma densidade populacional de 136 hab/km² (segundo o censo nacional de 2000). O condado foi fundado em 1836.